# سرهی تواستوپلت
سرهی تواستوپلت (انگلیسی: Serhiy Tovstoplet; ۶ مارس ۱۹۳۷ – ۲۳ ژانویهٔ ۲۰۱۷) ورزشکار ورزش شنا اهل اتحاد جماهیر شوروی سوسیالیستی بود.